# ماسایا آندو
ماسایا آندو (انگلیسی: Masaya Ando؛ زادهٔ ۲۳ فوریهٔ ۱۹۶۰) کشتی‌گیر اهل ژاپن بود.